# Interstitium (Anatomie)
Als Interstitium (lateinisch-anatomisch für „Zwischenraum“) oder Stroma (griechisch-anatomisch) wird in der Histologie das die parenchymatösen Organe durchziehende (stützende) und untergliedernde Zwischengewebe bezeichnet. Es handelt sich zumeist um Binde- und Stützgewebe, seltener auch um Epithelgewebe oder Muskelzellen. Gelegentlich wird der Begriff ‚Interstitium‘ auch für den Zellzwischenraum verwendet.

## Eigenschaften
Das Interstitium von Organen, die höherer Bewegung ausgesetzt sind (z. B. die Submucosa des Verdauungstrakts, die Blase, die Haut, die peri-bronchialen und peri-arteriellen Bindegewebe), ist mit vergleichsweise dicken Bündeln von Kollagenfasern durchzogen, wodurch es gegen mechanische Belastung in Form von Dehnung, Scherung und Kompression stabilisiert wird. Die Kollagenfasern sind auf einer Seite mit Fibroblasten-artigen Zellen bedeckt, auf der anderen Seite von der Gewebsflüssigkeit umgeben.
Im Interstitium verlaufen die Versorgungsbahnen (Blutgefäße, Nerven) des Organs. Es untergliedert das entsprechende Organ in Lappen (lat. Lobi), Läppchen (lat. Lobuli) oder Komplexe. Die Zellen des Interstitiums sind nicht für das Organ spezifisch. Die Zellzwischenräume werden von der extrazellulären Matrix und Gewebsflüssigkeit ausgefüllt.
Für eine Untersuchung der flüssigkeitsgefüllten Zwischenräume per konfokaler Laserendomikroskopie werden die umgebenden Gewebe mit der Flüssigkeit vor einer Fixierung eingefroren, da ansonsten die Flüssigkeit ausläuft, der Zellzwischenraum kollabiert und die Gewebe aneinander haften.